# اچ‌ام‌اس دیدون (۱۸۰۵)
اچ‌ام‌اس دیدون (۱۸۰۵) (به انگلیسی: HMS Didon (1805)) یک کشتی بود. این کشتی در سال ۱۷۹۹ ساخته شد.